# 麥卡錫島 (南喬治亞群島)
54°10′S 37°26′W / 54.167°S 37.433°W
麥卡錫島（英語：McCarthy Island），是南極洲的島嶼，位於南喬治亞群島，處於哈康國王灣入口處，長2公里，由英國南極名稱諮詢委員會命名，由英國海外領土管轄。